# FFB Field
Das FFB Field ist ein Fußballstadion in Belmopan, Hauptstadt des zentralamerikanischen Staats Belize. Es ist nach dem Fußballverband von Belize, dem Football Federation of Belize (FFB), benannt und bietet 5000 Zuschauern Platz. Die Fußballnationalmannschaft von Belize trägt hier ihre Heimspiele aus. Die Erstligamannschaften „Belmopan Hardware Bandits“ und  „Belmopan Blaze Football Club“ tragen einige ihrer Spiele gleichfalls hier aus; deren Hauptspielstätte ist jedoch das Isidro Belton Stadium, in dem 2500 Zuschauer Platz finden.